# Palace of Devotion
Palace of Devotion ist eine chinesische Fernsehserie aus dem Jahr 2021. Sie basiert auf der Geschichte von Kaiserin Liu.

## Handlung
Liu E kommt in die Hauptstadt der Song-Dynastie, Kaifeng. Sie wird Konkubine des Prinzen Zhao Heng, der sich in sie verliebt hat. Der Kaiser heißt diese Beziehung nicht gut, denn der Prinz beginnt sich immer nur für seine Konkubine einzusetzen. Als der Kaiser stirbt, will er sie zu einer hochrangigen Gemahlin machen, tut dies aber nicht, da seine Berater Druck auf ihn ausüben. Liu E ist bei den meisten, aufgrund ihrer niederen Abstammung, nicht beliebt. Am Hofe erscheint nun noch eine andere Frau, die er wegen ihrer hohen Abstammung zur kaiserlichen Gemahlin Pan erhebt. Dies tut er, da ihre Familie am Hofe viel Einfluss hat und er diese nicht verprellen kann.
Es zieht Krieg auf, die Armeen des Nachbarstaates Liao marschieren gegen Song. Der Sohn von Liu E und Kaiser Zhenzong soll nun nach Liao geschickt werden, im Gegenzug soll auch ein Junge aus Liao nach Song kommen. Dadurch soll ein gegenseitiger Angriff vermieden werden, da keine Seite will, dass ihrer Geisel etwas passiert. Durch unglückliche Umstände kommt der Junge aus Liao zu Tode und es bricht Krieg aus. Liu E, die sich Sorgen um ihren Sohn macht, wird nach Liao geschickt und sucht dort Frieden mit der regierenden Kaiserinwitwe.
Liao kann zurückgedrängt werden, doch Liu Eʼs Sohn kommt ums Leben. Die Kaiserin und ihr Sohn sterben ebenfalls. Der Kaiser will nun Liu E zur Kaiserin machen, doch die Berater weigern sich immer noch dies zu zulassen. Nach einigen Eskapaden wird sie schließlich doch Kaiserin, die Zofe von Liu E wird zu einer Konkubine erhoben und beide werden schwanger. Die Gemahlin Pan vergiftet voller Eifersucht, weil sie nur Fehlgeburten hatte, Liu E, die dadurch das Kind verliert. Das Kind der Konkubine kommt unbeschadet zur Welt, durch ein Feuer im Gebäude wird das Neugeborene jedoch von seiner Mutter getrennt und zur Kaiserin gebracht, die das Kind, mit dem Mitwissen des Kaisers als ihres anerkennt, um ihre Fehlgeburt zu vertuschen. Die Konkubine überlebt nur knapp, kommt aber über den Tod ihres Sohnes nicht hinweg.
Als der Kaiser krank wird, übernimmt Liu E heimlich die Regierungsgeschäfte und nachdem er stirbt, wird sie Regentin für ihren Sohn, Kaiser Renzong. Als dieser erwachsen ist, gibt sie die Macht nach langem Zögern an ihn zurück. Sie erzählt ihm auch, wer seine echte Mutter ist.
Die Serie endet mit ihrem Tod, nachdem sie im Ahnentempel zu ihrem verstorbenen Mann gebetet hatte.

## Besetzung
- Liu Tao: Liu E
- Vic Zhou: Zhao Heng
- Lin Xi: Xiao Shou An
- Kevin Z: Zhao Zhen
- Biu Pan: Prinzessin Ling Yang
- Han Yuan Qi: Prinz Zhao Ji (Liu E's Sohn)
- Xie Yuan: Xing Zhong He
- Xu Xiang Dong: Han De Rang
- Fang Zi Bin: Wang Qin Ruo
- Li Yan Ming: Cao Li Yong
- Cao Lei: Su Yi Jian
- Qi Xi: Guo Jing Qi
- Liang Guan Hua: Kou Zhun
- Wen Yu: Konkubine Li Wan Er
- Qian Dong Ni: Gemahlin Pan
- Gua Ah-leh: Kaiserinwitwe Xiao[2]